# Wieringen

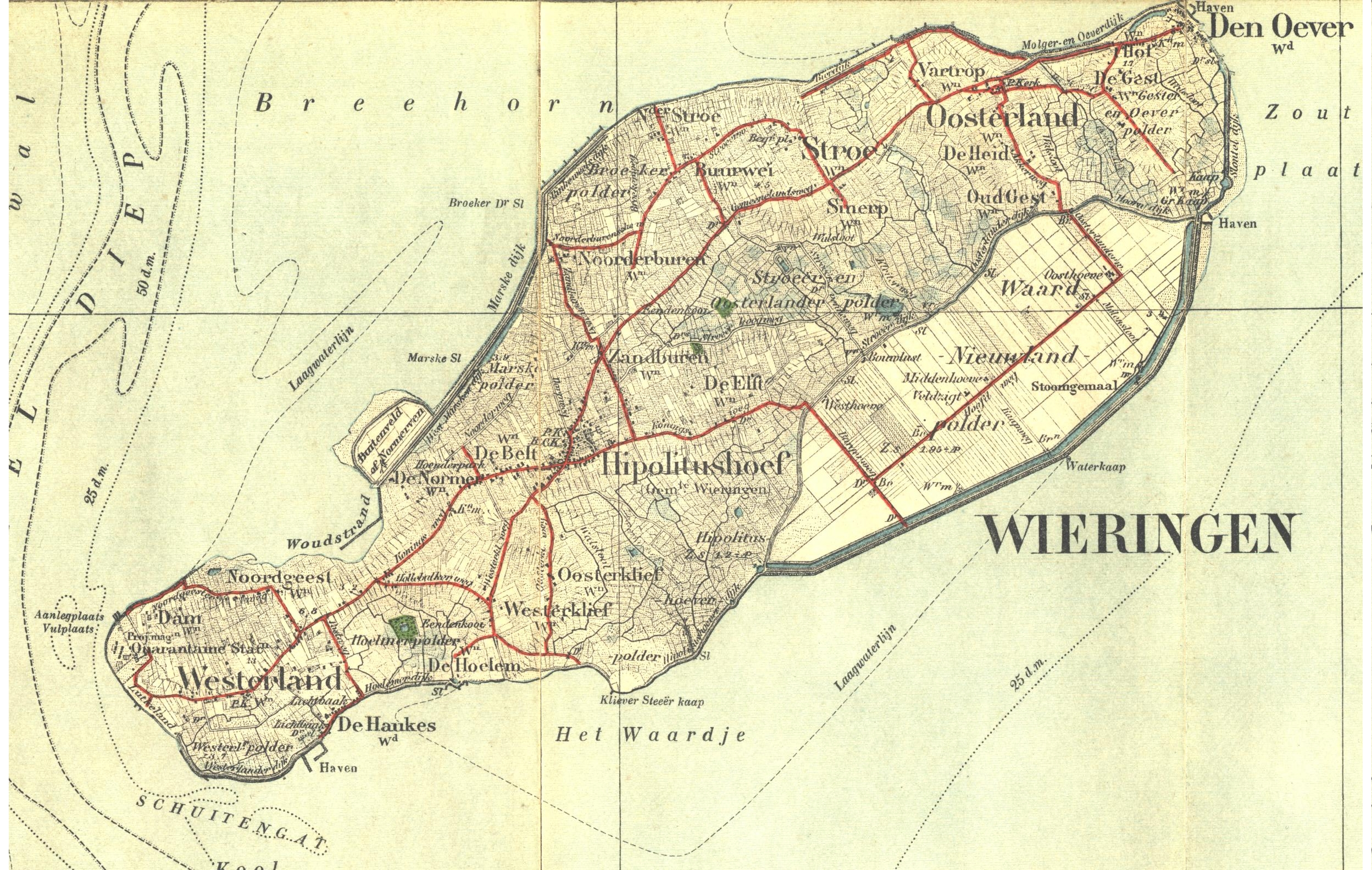
Die frühere Insel Wieringen auf einer Karte von 1909

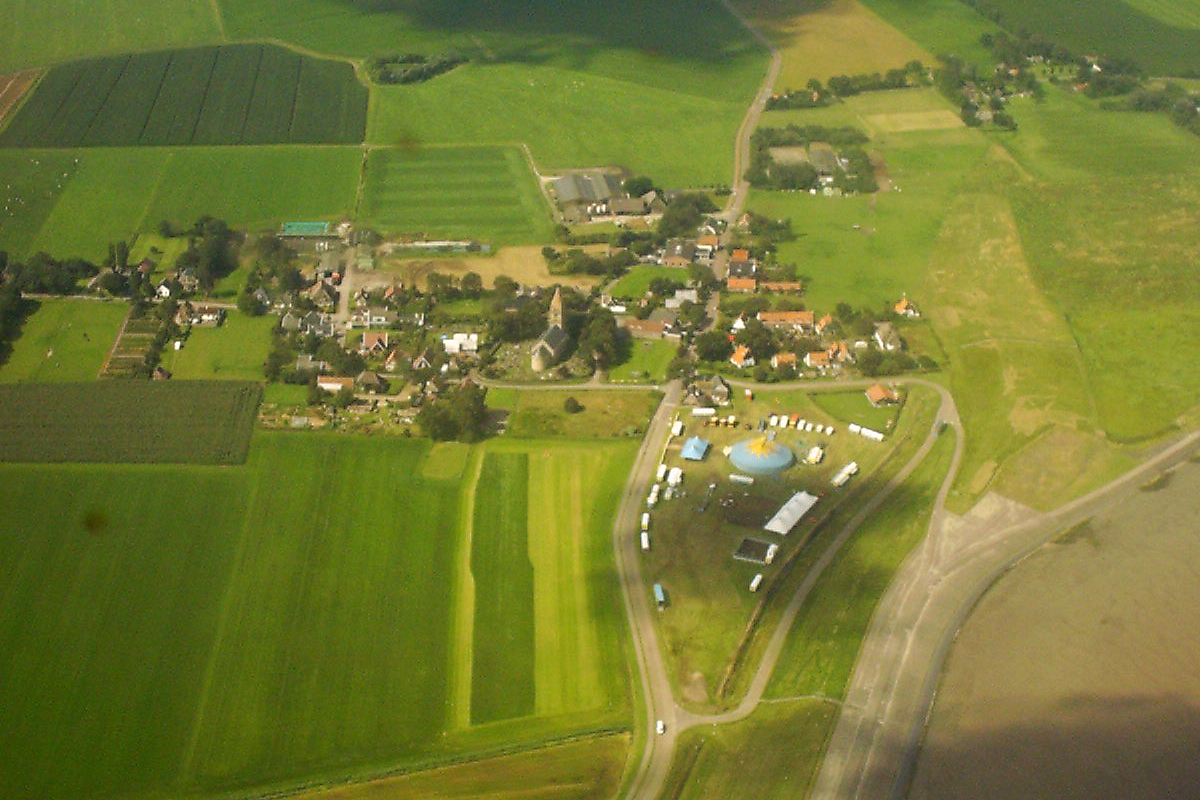
Schrägluftbild von Oosterland

Wieringen (anhörenⓘ) ist eine ehemalige Gemeinde in den Niederlanden, Provinz Nordholland, deren Fläche etwa 213 km² betrug. Am Tag der Auflösung hatte Wieringen 8.562 Einwohner.
Die Gemeinde Wieringen fusionierte am 1. Januar 2012 mit den Gemeinden Anna Paulowna, Niedorp und Wieringermeer zur Gemeinde Hollands Kroon.

## Orte
Die Gemeinde bestand aus einer ehemaligen Insel mit dem Namen Wieringen. Auf ihr lagen folgende Orte (in Klammern die Einwohnerzahl der Ortskerne):
- Hippolytushoef (4890 Einwohner); Sitz der Gemeindeverwaltung
- Den Oever (2180), am südwestlichen Anfang des Abschlussdeiches
- Westerland (750)
- Oosterland (230)
- De Haukes (140)
- Stroe (140)
- Oosterklief und Westerklief (140)

## Lage und Wirtschaft
Wieringen liegt im äußersten Nordosten der Provinz Noord-Holland und wird von dem Polder Wieringermeer im Süden und vom Wattenmeer im Norden umgeben. In der Landschaft, die sich stark vom benachbarten Polderland unterscheidet, und den Dörfern ist der ehemalige Inselcharakter noch gut bemerkbar. Es gibt Pläne, Wieringen wieder durch einen Randsee (Wieringerrandmeer) vom „Festland“ zu trennen.
Über die Insel verläuft die Fernstraße N99 aus Den Helder, die bei Den Oever an die Autobahn A7 (Amsterdam – Hoorn – Abschlussdeich – Leeuwarden) anschließt. Die nächsten Bahnhöfe sind Den Helder und Anna Paulowna.
Rund 12 Kilometer des 32 km langen Abschlussdeichs gehören zu Wieringen, der Rest zu Wûnseradiel in der Provinz Friesland.
Die Bevölkerung lebt hauptsächlich von der Landwirtschaft. Es gibt außerdem Fischerei und Kleingewerbe, der Tourismus nimmt an Bedeutung zu.

## Geschichte
Das Gebiet der späteren Insel Wieringen entstand nach den letzten Eiszeiten. Verbreitet gibt es auf Wieringen viele Findlinge, die von späteren Bewohnern oft als Grenzstein benutzt wurden; als Baumaterial erwiesen sich diese Felsblöcke als untauglich.
Etwa vom Anfang unserer Zeitrechnung bis etwa 350 lebten hier Friesen, die vereinzelte Kontakte zum Römischen Reich hatten. Dann aber wurde das moorige Gebiet zu oft vom Meer überschwemmt um bewohnbar zu bleiben.
Um 800 siedelten sich hier wieder Menschen an. Wie unter anderem aus dem Fund dreier Silberschätze (1996–2001) hervorgeht, waren darunter auch Wikinger. Ein alter Feldname „Hoelm“ (Holm, = Insel?) könnte auf die Skandinavier zurückgehen. Wieringen war damals nur durch einen schmalen Wasserlauf, den Marsdiep (= Marschtief, Moorbach), von der damals ebenfalls größeren Insel Texel getrennt. Das Gebiet wurde im Frühmittelalter Friesland zugerechnet. Zwischen 1000 und 1250 kam es durch Überschwemmungen zu erheblichen Landverlusten, und die Allerheiligenflut 1170 trennte die nachmalige Insel vom Festland.
Graf Floris V. von Holland unterwarf die Insel kurz vor seinem Tod im Jahr 1284. Aus politischen Gründen erwarb die Insel, obwohl ihre Einwohner nur in kleinen Dörfern lebten, 1432 als Ganzes das Stadtrecht. Ihre wirtschaftliche Bedeutung hatte damals aber schon stark nachgelassen.
Wieringen blieb jahrhundertelang eine entlegene, wenig bedeutende Insel mit Fischern und Bauern. Die Bevölkerung bewahrte dadurch einen eigenen Volkscharakter.
Wieringen wurde international bekannt, als der ehemalige deutsche Kronprinz Wilhelm, der älteste Sohn des abgedankten deutschen Kaisers Wilhelm II., die fünf Jahre seines niederländischen Exils vom 22. November 1918 bis zur Rückkehr nach Deutschland am 15. November 1923 auf der Insel verbrachte, während sein Vater in Doorn untergebracht blieb. Er wohnte im Pfarrhaus der Michaeliskirche des Dorfes Oosterland.
Als die Zuiderzeewerke ausgeführt wurden, endete die Isolierung jäh. Zunächst wurde am Westrand der Insel ein Deich zum Festland gebaut (Datum der Fertigstellung: 31. Juli 1924); dann folgten die Einpolderung des Wieringermeeres, durch die Wieringen seine Inseleigenschaft verlor, und die Verbindung zur Provinz Friesland durch den Abschlussdeich (Niederländisch: Afsluitdijk). Dieser Deich beginnt beim Dorf Den Oever im Osten der Insel.

## Sehenswürdigkeiten
- Im Osten der Insel beginnt der Abschlussdeich
- Am Westrand gibt es einen See (Amstelmeer), er dient als Naherholungsgebiet und bietet viele Wassersportmöglichkeiten. Auch die Kriegsmarine der Niederlande, die in Den Helder beheimatet ist, unterhält dort einen Wassersportverein
- Es gibt den Museumsbauernhof Jan Lont, einen gut erhaltenen Bauernhof nach der örtlichen Tradition
- Einer der Silberschätze ist in Den Oever im Dorfmuseum ausgestellt; die beiden anderen sind in Leiden im dortigen „Rijksmuseum van Oudheden“ zu sehen
- Die Michaeliskirche von Oosterland stammt aus dem 12. Jahrhundert
- Die Dorfkirche von Hippolytushoef, die dem Kirchenvater Hippolyt von Rom geweiht worden ist, hat einen Turm aus dem 15. Jahrhundert; die Kirche wurde, nachdem sie 1674 durch einen Orkan zerstört wurde, in schönem Stil wiederhergestellt.

## Persönlichkeiten
- Marit Raaijmakers (* 1999), Radsportlerin, geboren in Hippolytushoef
- Donyell Malen (* 1999), Fußballspieler

## Politik

### Sitzverteilung im Gemeinderat
| Partei                       | Sitze | Sitze | Sitze | Sitze |
| Partei                       | 1998  | 2002  | 2006  | 2010  |
| ---------------------------- | ----- | ----- | ----- | ----- |
| VVD                          | 4     | 3     | 3     | 5     |
| Wieringen 05                 | —     | —     | 3     | 4     |
| PvdA                         | 3     | 3     | 4     | 3     |
| CDA                          | 2     | 2     | 1     | 1     |
| Onafhankelijk Wieringen 1991 | 4     | 5     | 2     | —     |
| Gesamt                       | 13    | 13    | 13    | 13    |